# Aphanes
Aphanes es un género discutido de plantas perteneciente a la familia de las rosáceas. Según autores es considerado sinónimo o subgénero del género Alchemilla y muchas de sus especies son consideradas sinónimas de las correspondientes del género Alchemilla.

## Taxonomía
Aphanes género descrito por Linneo y publicado en Sp. Pl. 2:123. 1753. Especie tipo: Aphanes arvensis L. 
Etimología
Aphanes: nombre genérico que deriva del griego y significa "que no se ven, poco visibles, oscuros" en referencia a las flores un tanto ocultas.
Sinónimos
- A veces Aphanes era incluido junto al género Alchemilla L.;

Especies
- Aphanes andicola Rothm.: Bull. Misc. Inform. Kew 1938: 269
- Aphanes arvensis L.: Sp. Pl. 2: 123. 1753
- Aphanes australiana (Rothm.) Rothm.: Bull. Misc. Inform. Kew 1932
- Aphanes australis Rydb. : N. Amer. Fl. 22: 380. 1908
- Aphanes bachiti (Hochst. ex Hauman & Balle) Rothm.: Repert. Spec. Nov. Regni Veg. 42: 172. 1937
- Aphanes berteroana Rothm.: Bull. Misc. Inform. Kew 1938: 269
- Aphanes cornucopioides Lag. : Gen. et Sp. Nov. 99. n. 7
- Aphanes cotopaxiensis  Romol. & Frost-Olsen : Nordic J. Bot. 16: 473, fig. 1996
- Aphanes doliiformis  P.Frost-Olsen
- Aphanes floribunda (Murb.) Rothm.: Repert. Spec. Nov. Regni Veg. 42: 172. 1937
- Aphanes looseri (Rothm.) Rothm.: Repert. Spec. Nov. Regni Veg. 42: 173. 1937
- Aphanes lusitanica Frost-Ols.: Anales Jard. Bot. Madrid, 55(1): 195 (1997)
- Aphanes maroccana Hyl. & Rothm.: Svensk Bot. Tidskr. 1938, XXXII. 188
- Aphanes microcarpa (Boiss. & Reut.) Rothm.: Repert. Spec.Nov.Regni Veg. 42:172. 1937
- Aphanes minutiflora (Aznav.) Holub : Preslia 42: 94 (1970)
- Aphanes neglecta (Rothm.) Rothm.: Repert. Spec. Nov. Regni Veg. 42: 173. 1937
- Aphanes parodii (I.M.Johnst.) Rothm.: Repert. Spec. Nov. Regni Veg. 42: 173. 1937
- Aphanes parvula Gutte: Wiss. Zeitschr. Karl-Marx-Univ. Leipzig, Mat.-Nat., 34(4): 455 (1985)
- Aphanes pentamera Rothm.: Kew Bull. 1938, 270
- Aphanes pumila Rothm.: Feddes Repert. Spec. Nov. Regni Veg. 58: 309. 1955
- Aphanes pusilla Pomel ex Batt. & Trab. : Fl. de l'Alger. (Dicot.) (1888) 309